# Quicksilver Messenger Service
Quicksilver Messenger Service er et psykedeliskt rockband dannet i 1965 i San Francisco, Californien, USA. Gruppen indgik sammen med blandt andre Jefferson Airplane og Grateful Dead i den første bølge af psykedeliske San Francisco-grupper. De er primært kendte for nummeret "Fresh Air", der i 1970 nåede plads nr. 49 på Billboard Hot 100 hitlisten. De fleste af gruppens studiealbum har ligget på Billboard 200-listen.
Medlemmerne af gruppen var oprindeligt Dino Valente (sang, guitar), Jim Murray (sang), John Cipollina (guitar), David Freiberg (bas) og Greg Elmore (trommer). Valente forlod hurtigt gruppen som følge af et fængselsophold for besiddelse af marijuana, men kom atter med igen i 1969. Gruppen udgav sit første selvbetitlede album i 1968 og fulgte op det med livealbummet Happy Trails fra en koncert på Fillmore East. Jim Murray havde da allerede forladt gruppen og var erstattet af Gary Duncan. Duncan forlod selv gruppen og nyt medlem blev i stedet den rutinerede studiemusiker Nicky Hopkins på keyboard. De indspillede albummet Shady Groves sammen. Duncan var tilbage efter det album tillige med Valente, der nu var løsladt fra fængslet. Denne konstellation varede frem til 1971, hvor gruppen indspillede et af de mest sælgende album, Just for Love. Hopkins, Cipollina og Freiberg forlod siden gruppen. Fra 1972 frem til 1979 var gruppens ledere Valente og Duncan.
John Cipollina døde i 1989 og Dino Valente døde i 1994. Gary Duncan og David Freiberg har siden 2006 været i front for Quicksilver Messenger Service med nye medlemmer.

## Medlemmer
Nuværende medlemmer
- Gary Duncan (f. Gary Ray Grubb) - guitar, sang (1965-1969, 1970-1979, 2006-i dag)
- David Freiberg - bas, guitar, sang (1965-1971, 1975, 2006-i dag)

Oftest sammen med:
- Linda Imperial - sang, slagtøj (2006-i dag)
- Chris Smith - keyboard (2006-i dag)
- John Ferenzik (f. John @Michael Ferencsik) - @bas (2006-i dag)
- Donny Baldwin - trommer (2008-i dag)

Tidligere medlemmer
- John Cipollina - guitar (1965-1971, 1975; død 1989)
- Greg Elmore - trommer (1965-1979)
- Jim Murray - guitar, sang (1965-1967; død 2013)
- Dino Valente (f. Chester William Powers Jr.) - guitar, sang (1970-1971; død 1994)
- Nicky Hopkins - keyboard (1969-1971; død 1994)
- Mark Naftalin - keyboard (1971-1972)
- Mark Ryan - bas (1971-1975)
- Chuck Steaks - keyboard (1972-1975)
- @Michael Lewis - keyboard (1975-1979)
- Skip Olsen - bas (1975-1979)
- Prairie Prince (f. Charles Lampriere Prince) - trommer (2006-2008)

## Diskografi (udvalg)
Album
- Quicksilver Messenger Service (1968)
- Happy Trails (1968)
- Shady Grove (1969)
- Just for Love (1970)
- What About Me (1970)
- Quicksilver (1971)
- Comin' Thru (1972)
- Solid Silver (1975)

Singler
- Dino's Song (1968)
- Who Do You Love (1969)
- Fresh Air (1970)
- What About Me (1971)